# 小林麻耶の意外と!?シングルガール〜マヤヤゴルフアカデミー〜
『小林麻耶の意外と!?シングルガール〜マヤヤゴルフアカデミー〜』（こばやしまやのいがいと シングルガール マヤヤゴルフアカデミー）は、CS放送のTBSチャンネルで2008年4月から2009年3月まで放送されていたバラエティ番組。タイトルはかつてTBS系で放映されたドラマ『意外とシングルガール』（1988年放送）のパロディ。

## 概要
TBSアナウンサー（当時）の小林麻耶が、毎回ゲストを迎え、マッチプレーでのゴルフ対決をする番組。また、番組中盤には小林麻耶が植村啓太（ツアープロコーチ）の指導を受ける「まややレッスン」のコーナーがある。
マッチプレーは3ホールで行われ、引き分けの場合は3ホールの総ストロークで勝敗が決まる。また、小林に限り1ホール1回、植村啓太による代打「お助けショット」が認められる。
ゲストは2回連続で出演するが、2回目は小林またはゲストどちらかの「泣きの1回」の形となる。

## 対戦結果
第1回・第2回　ゲスト：川合俊一
- 2回とも、小林の勝利。

第3回・第4回　ゲスト：モト冬樹
- 2回とも、小林の勝利。

第5回・第6回　ゲスト：細川茂樹
- 2回とも、小林の勝利。

第7回・第8回　ゲスト：アンジャッシュ
- 2回とも、小林の勝利。（第7回は児嶋一哉、第8回は渡部建と対戦）

第9回・第10回　ゲスト：野々村真
- 2回とも、小林の勝利。

第11回・第12回　ゲスト：渡辺正行
- 2回とも、渡辺の勝利。小林は第11回で初の敗北。

第13回・第14回　ゲスト：森田正光
- 2回とも、小林の勝利。なお、この2回においては植村は小林でなく森田の代打を行った。

第15回・第16回　ゲスト：ラサール石井
- 1回目はラサール石井、2回目は小林の勝利。

第17回・第18回　ゲスト：嶋大輔
- 1回目は小林の勝利、2回目は引き分け。

第19回・第20回　ゲスト：ガッツ石松
- 1回目はガッツの勝利、2回目は小林の勝利。

第20回までで対戦は終了。小林の総合成績は、15勝4敗1引き分け。
なお、第21回・第22回では、これまでの20回の対戦の総集編が放送された。

## 出演者
- 小林麻耶
- 植村啓太
- ゲスト（2回連続で出演）

## 放送時間の変遷
- 2008年4月-8月：金曜4:00-4:30
- 2008年9月：水曜5:00-5:30
- 2008年10月：休止
- 2008年11月-2009年3月：日曜（土曜深夜）1:30-2:00

新作は1ヶ月につき2本放送されていた。